# Shock and Awe
Shock and Awe és un disc gravat en viu i publicat a títol pòstum del comediant i satíric Bill Hicks l'any 2003, produït per Invasion Records a Nova York. El disc va ser gravat a l'Oxford Playhouse.

## Llista de cançons
1. "Hello Oxford"
2. "Jimmy White"
3. "Hooligans"
4. "Sniper's Nest"
5. "More About Smoking"
6. "Vote for Labour"
7. "Madonna's Sexy Book"
8. "English Porno"
9. "Basic Instinct"
10. "Back to Bed America"
11. "Christians for the Death Penalty"
12. "Wrong Crowd ?"
13. "Satan Starmaker"
14. "I Love Film"
15. "Children"
16. "Back in my Room"
17. "American Horseshit"
18. "I Need to Get Laid"
19. "On the Bright Side"
20. "Fuck Artists Only"
21. "Is there a Message"